# Kasperowce

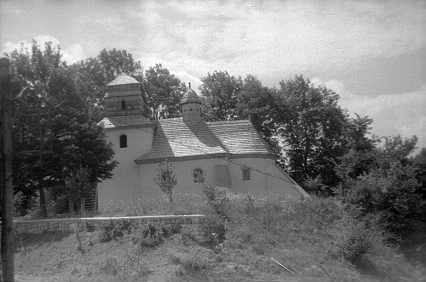
Cerkiew św. Jerzego

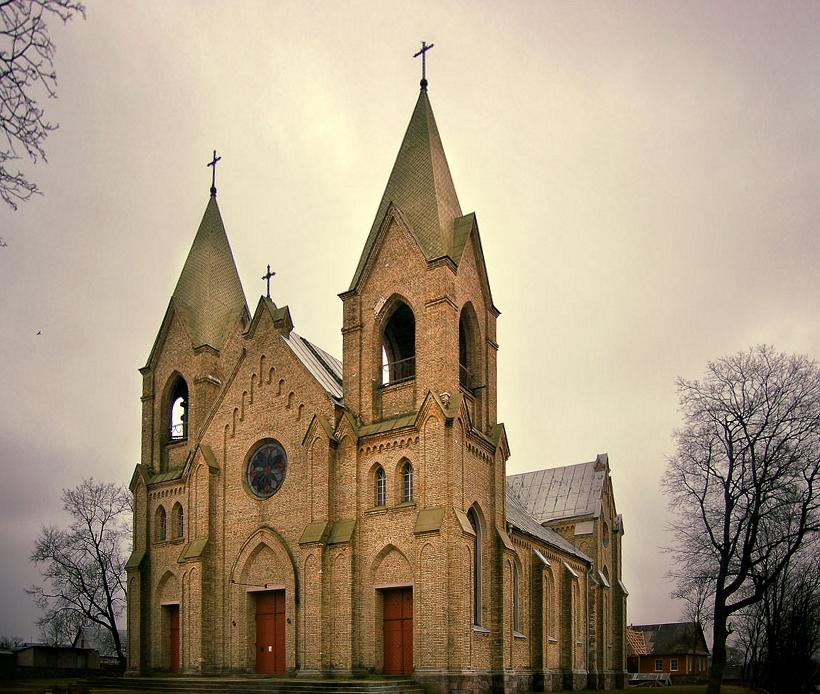
Kaplica

Kasperowce (ukr. Касперівці, Kasperowci) – wieś w rejonie czortkowskim obwodu tarnopolskiego, założona w 1469 r. W II Rzeczypospolitej miejscowość była siedzibą gminy wiejskiej Kasperowce w powiecie zaleszczyckim województwa tarnopolskiego. Wieś liczy 1100 mieszkańców.

## Historia
Właścicielami dóbr Kasperowsce przez pewien czas byli Borkowscy Duninowie herbu Łabędź, m.in. hrabia Jerzy Sewer Dunin Borkowski. 
W latach 1943–1945 nacjonaliści ukraińscy z OUN-UPA zamordowali tutaj 10 Polaków.

## Zabytki
- obronna cerkiew św. Jerzego, murowana z XVII w.[4]
- cerkiew św. Paraskewy, kamienia z 1772 r.[5]
- ruiny kaplicy rzymskokatolickiej, z 1910 r.